# Mastigometra
Genre
Mastigometra est un genre de comatules de la famille des Antedonidae.

## Liste d'espèces
Selon World Register of Marine Species (31 mars 2015) :
- Mastigometra flagellifera AH Clark, 1908
- Mastigometra micropoda AH Clark, 1909 -- Océan Indien septentrional
- Mastigometra pacifica AH Clark, 1918 -- Polynésie